# Telegrafní klíč

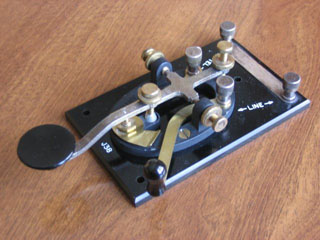
Tradiční telegrafní klíč J38 používaný americkou armádou za druhé světové války

Telegrafní klíč je zařízení používané pro vysílání Morseovy abecedy. Je nedílnou součástí soupravy elektrického telegrafu, ale používá se i pro radiotelegrafii. S rozvojem dálnopisů a zejména datových komunikací se používání telegrafního klíče stále více stává pouze doménou radioamatérů.

## Konstrukce telegrafního klíče
Obyčejný telegrafní klíč je tvořen páčkou s tlačítkem. Při stisknutí tlačítka se sepne kontakt, při puštění se tlačítko vrátí a kontakt se rozepne.
Klíč by měl umožňovat nastavení mechanického zdvihu a měl by být dostatečně robustní, aby se při klíčování neposunoval.

## Druhy telegrafních klíčů

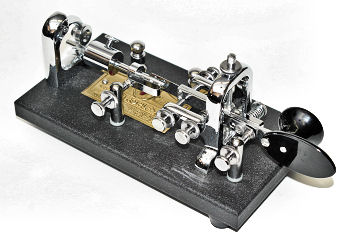
Poloautomatický klíč Vibroplex

Obyčejný klíč je jednoduchý a spolehlivý, ale při delším používání způsobuje únavu a neumožňuje vysílání většími rychlostmi. Proto byly vyvinuty klíče, které umožňují rychlejší provoz a omezují počet pohybů potřebných pro vyslání značky:

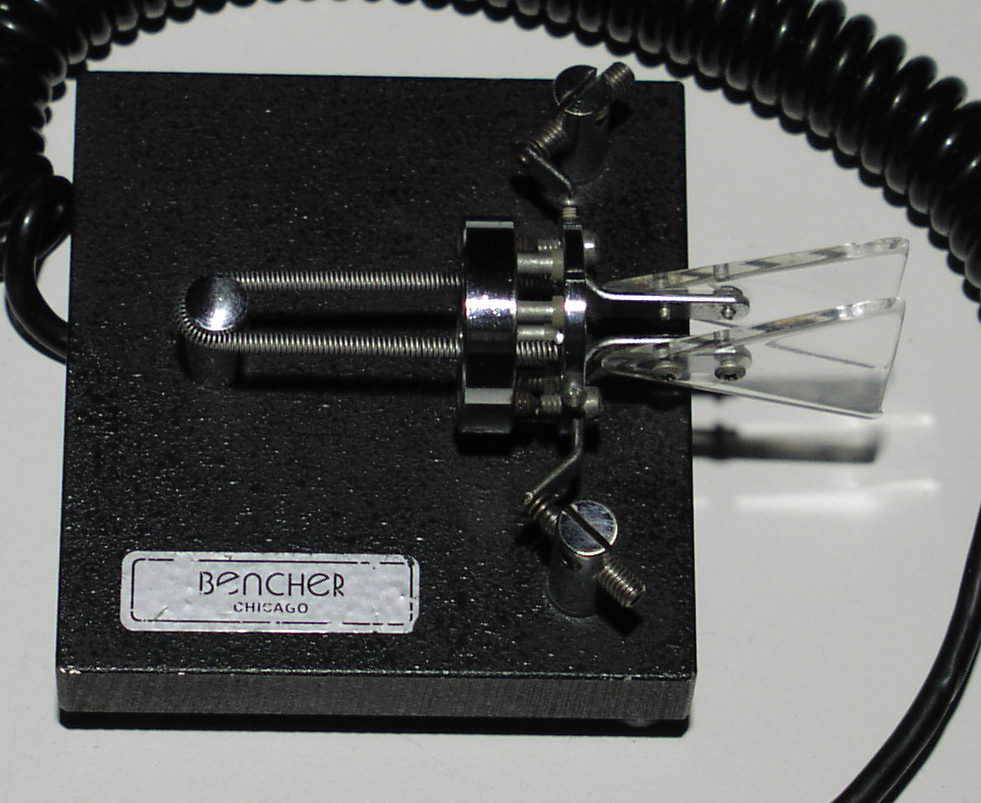
Jambický klíč Bencher

- Klíč Vibroplex se ovládá páčkou vychylovanou do stran. Při vychýlení vlevo klíč funguje jako obyčejný telegrafní klíč, při vychýlení vpravo generuje sérii teček, jejichž rychlost je řízena pozicí kyvadlového závaží. Zručný operátor může dosáhnout odeslání rychlosti vyšší než 40 slov za minutu.
- Elektronický klíč (anglicky elbug) má pastičku s jednou páčkou vychylovanou do stran; při vychýlení páčky vpravo generuje sérii teček, při vychýlení páčky vlevo sérii čárek.
- Jambický klíč má dvě horizontální páčky; při vychýlení jedné se chová jako elektronický klíč, při stisknutí obou (skvízování) vysílá opakující se sérii tečka-čárka nebo čárka-tečka podle toho, co bylo stisknuto dříve (jambický výstup)[1].